# Maurice J. Tobin
Maurice Joseph Tobin, född 22 maj 1901 i Boston, Massachusetts, död 19 juli 1953 i Scituate, Massachusetts, var en amerikansk demokratisk politiker. Han var Bostons borgmästare 1938–1945, guvernör i delstaten Massachusetts 1945–1947 samt USA:s arbetsminister 1948–1953.
Tobin studerade vid Boston College och var ledamot av Massachusetts representanthus 1927–1929. Han vann borgmästarvalet 1937 i Boston och efterträdde 1938 Frederick Mansfield som borgmästare. År 1945 efterträdde han Leverett Saltonstall som guvernör och efterträddes 1947 av Robert F. Bradford. Som guvernör motarbetade han etnisk och religiös diskriminering.
President Harry S. Truman utnämnde 1948 Tobin till arbetsminister. Som minister satsade han på internationella relationer och USA:s fackföreningar mobiliserades till stöd för Europas återuppbyggnad inom ramarna för Marshallplanen.
Tobin avled 1953 i en hjärtattack och gravsattes på Holyhood Cemetery i Brookline.